# 伊東喜八郎

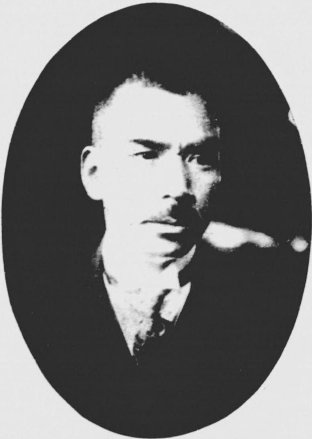
伊東喜八郎

伊東 喜八郎（いとう きはちろう、1882年（明治15年）7月15日 - 1977年（昭和52年）3月30日）は、日本の内務・警察官僚。官選県知事。

## 経歴
大分県玖珠郡野上村（現在の九重町）出身。伊東孝市の二男として生まれる。第五高等学校を卒業。1907年、東京帝国大学法科大学法律学科（独法）を卒業。同年11月、文官高等試験行政科試験に合格。内務省に入省し埼玉県属となる。
以後、埼玉県警部、富山県事務官、福井県警察部長、宮崎県警察部長、静岡県警察部長、滋賀県内務部長などを経て、福岡県内務部長に就任。
1922年9月、信太時尚前知事の死去に伴い富山県知事に就任。伏木港第二期築港工事、東岩瀬港第一期改修工事、氷見漁港修築工事などを推進。1924年7月、静岡県知事に転任。伊豆・天竜沿岸開発事業、行政整理、事務の刷新などに尽力。1926年9月、茨城県知事に転任。茨城炭鉱が破産したため苦境に陥った従業員を、炭鉱が大倉鉱業に譲渡されるまで生活支援を行った。1927年5月、福島県知事に転任。小名浜港築港、道路改修事業などを推進。1928年5月、長崎県知事に転任。1930年8月、知事を辞職。同年に退官した。

## 逸話
官舎に大神棚をまつり、赴任先の著名な神仏だけではなく、出張先の小さな神社なども必ず拝礼して国運の隆盛を祈願し、「敬神知事」として知られていた。